# Chrysometa incachaca
Chrysometa incachaca är en spindelart som beskrevs av Claude Lévi 1986. Chrysometa incachaca ingår i släktet Chrysometa och familjen käkspindlar.
Artens utbredningsområde är Colombia. Inga underarter finns listade i Catalogue of Life.